# Ellon (Écosse)
Ellon est une ville située dans l’Aberdeenshire, en Écosse.